# Relaciones Australia-Estados Unidos
Las relaciones Australia-Estados Unidos son las relaciones diplomáticas entre la Mancomunidad de Australia y los Estados Unidos de América. A nivel gubernamental, las relaciones entre Australia y Estados Unidos se formalizan mediante el tratado ANZUS y el Acuerdo de libre comercio entre Australia y Estados Unidos.
Según una encuesta del Servicio Mundial BBC de 2014, el 44 por ciento de los australianos tenía una opinión "principalmente positiva" de los Estados Unidos y el 46 por ciento tenía una visión "principalmente negativa", para una calificación neta de -2 puntos. No se realizó una encuesta similar para determinar las percepciones estadounidenses de Australia. Según el Informe de liderazgo global de EE. UU. de 2012, el 55% de australianos aprueba el liderazgo de EE. UU., con un 21% de desaprobación y un 24% de incertidumbre. En una encuesta más reciente de Pew Research de 2016, el 60% de los australianos aprueba el liderazgo de los EE. UU. En 2017, una importante encuesta realizada en Australia por el Instituto Lowy mostró que el 77% creía que una alianza con los Estados Unidos era importante para la seguridad. Sin embargo, la encuesta mostró que el 60% de los australianos había desarrollado una visión desfavorable de los Estados Unidos como resultado del presidente Donald Trump. La encuesta también mostró que EE. UU. ya no era considerado el "mejor amigo" de Australia, un título que ahora posee Nueva Zelanda. Una encuesta realizada en 2017 por el Pew Research Center mostró que solo el 29% de los australianos tenía confianza en el actual presidente de los Estados Unidos Donald Trump, en contraste con el 87% que tenía confianza en el expresidente de los Estados Unidos, Barack Obama. También mostró que el 70% de los australianos no tenía confianza en el actual presidente de los Estados Unidos. La encuesta anual del Instituto Lowy reveló que en 2018 solo el 55% de los australianos creía que los Estados Unidos podían actuar con responsabilidad en el mundo. Esto fue una caída del 83% en 2011 y un mínimo histórico. La encuesta también reveló que el 70% de los australianos no cree que Donald Trump pueda actuar de manera responsable, y que solo el 30% cree que podría hacerlo.

## Política exterior independiente

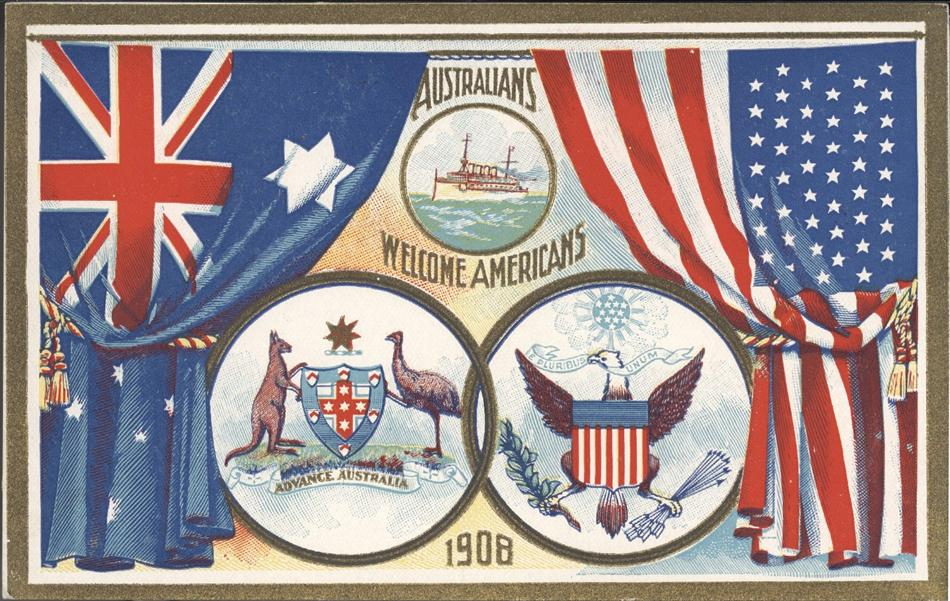
Australians welcome Americans (Los australianos dan la bienvenida a los americanos), tarjeta postal 1908

Los cambios políticos y económicos provocados por la Gran Depresión y la Segunda Guerra Mundial, y la adopción del Estatuto de Westminster 1931, exigieron el establecimiento y la expansión de la representación de Australia en el extranjero, independientemente de la [Oficina de Relaciones Exteriores y del Reino Unido] británica. ]. Australia estableció sus primeras misiones en el extranjero (fuera de Londres) en enero de 1940. El primer diplomático acreditado enviado por Australia a cualquier país extranjero fue B. G. Casey, nombrado en Washington en enero de 1940.
La Embajada de los Estados Unidos se inauguró en Canberra en 1943, construida en un estilo arquitectónico georgiano.

## Relaciones militares

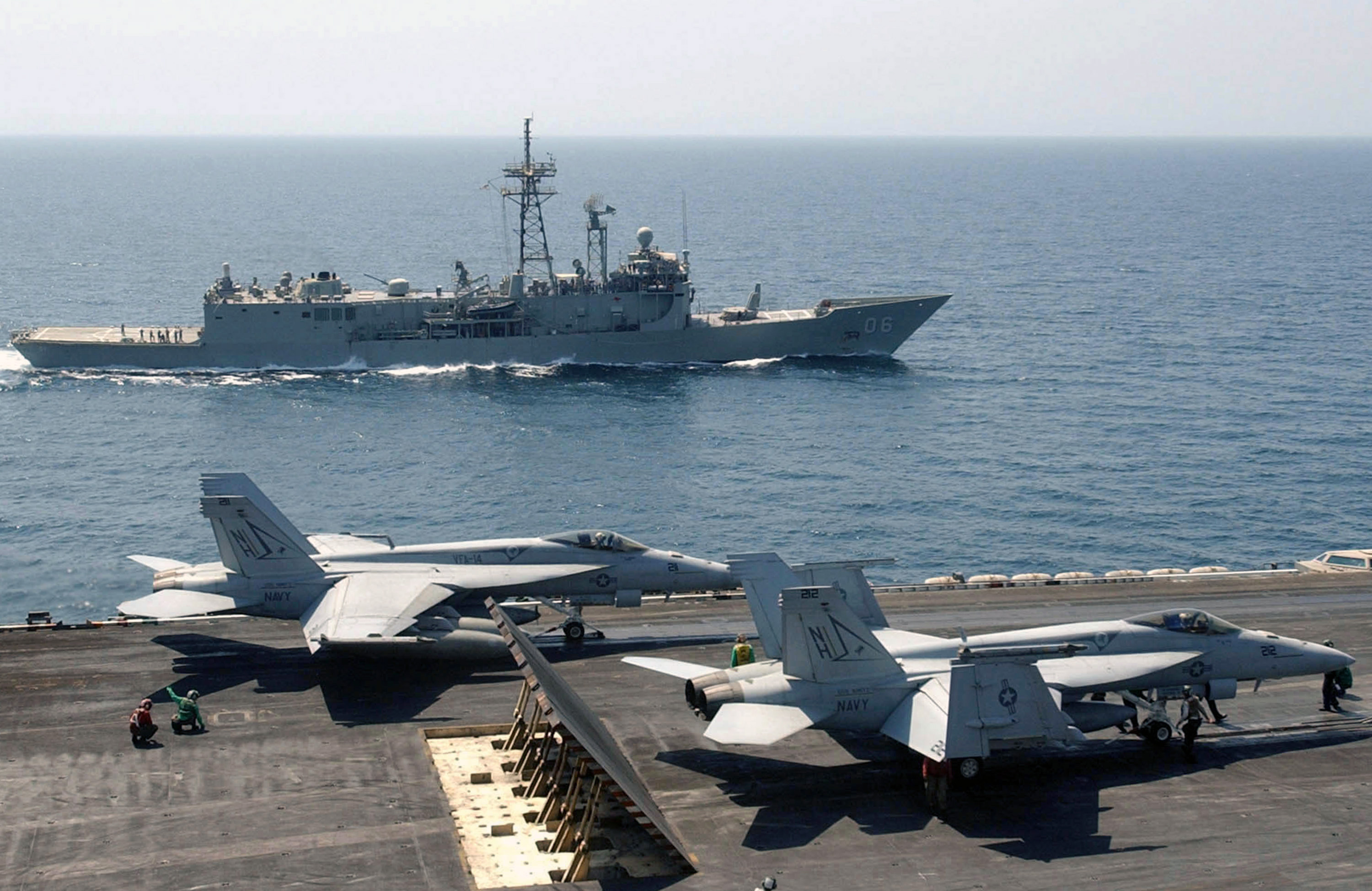
Fragata australiana Newcastle FFG 06 2} junto al portaaviones de los Estados Unidos Nimitz CVN-68 2 en el Golfo Pérsico en septiembre de 2005

En 1908, Primer Ministro Alfred Deakin invitó a la Gran Flota Blanca a visitar Australia durante su circunnavegación del mundo. La flota se detuvo en Sídney, Melbourne y Albany. Deakin, un firme defensor de una armada australiana independiente, utilizó la visita para aumentar el entusiasmo del público sobre una nueva armada.
La visita fue significativa, ya que marcó la primera ocasión en que una flota no de la Royal Navy visitó aguas australianas. Muchos vieron la visita de la Gran Flota Blanca como un punto de inflexión importante en la creación de la Royal Australian Navy. Poco después de la visita, Australia ordenó sus primeros buques de guerra modernos, una compra que enojó a los británicos Almirantazgo.
Durante la Segunda Guerra Mundial, el General de los Estados Unidos Douglas MacArthur fue nombrado Comandante Supremo de las Fuerzas Aliadas en el Área del Suroeste del Pacífico, que incluía muchas tropas australianas. Las oficinas centrales de MacArthur se ubicaron en Brisbane hasta 1944 y las fuerzas australianas permanecieron bajo el mando general de MacArthur hasta el final de Segunda Guerra Mundial. Después de la Campaña de Guadalcanal, la 1ª División de Infantería de Marina estaba estacionada en Melbourne, y Waltzing Matilda se convirtió en la marcha de la división.

### ANZUS
Después de la guerra, la presencia estadounidense en el suroeste del Pacífico aumentó enormemente, sobre todo en Japón y Filipinas. En vista de la cooperación entre los Aliados durante la guerra, la dependencia decreciente de Australia y Nueva Zelanda en el Reino Unido, y el deseo de Estados Unidos de consolidar este puesto En el orden de la guerra en el Pacífico, el Tratado ANZUS fue firmado por Australia, Nueva Zelanda y los Estados Unidos en 1951. Esta alianza militar de tres vías reemplazó el Pacto ANZAC que había estado vigente entre Australia y Nueva Zelanda desde 1944.
Australia, junto con Nueva Zelanda, ha participado en la mayoría de los principales esfuerzos militares estadounidenses desde la Segunda Guerra Mundial, incluida la Guerra de Corea, Guerra de Vietnam, Guerra del Golfo y la Guerra de Irak —Todo sin invocación de ANZUS. La alianza solo se ha invocado una vez, para la invasión de Afganistán después de los ataques del 11 de septiembre en el World Trade Center y El Pentágono.

### Guerra contra el terrorismo
Después de los ataques del 11 de septiembre, en los que también murieron once ciudadanos australianos, hubo un enorme derramamiento de simpatía de Australia hacia los Estados Unidos. El primer ministro John Howard se convirtió en uno de los partidarios internacionales más fuertes del presidente George W. Bush, y apoyó a los Estados Unidos en la invasión de Afganistán en 2001 y en la invasión de Irak. ] en 2003.
En 2004, la Administración Bush "aceleró" un acuerdo de libre comercio con Australia.The Sydney Morning Herald calificó el acuerdo como una "recompensa" por la contribución de Australia de las tropas a la invasión de Irak.
Sin embargo, el primer ministro australiano Kevin Rudd indicó que las 550 tropas de combate australianas en Irak serían eliminadas a mediados de 2008. A pesar de esto, ha habido sugerencias del gobierno australiano que podrían llevar a un aumento en el número de tropas australianas en Afganistán a aproximadamente 1.000.
En 2011, durante el viaje del presidente Obama a Australia, se anunció que las unidades Cuerpo de Infantería de Marina de los Estados Unidos y Fuerza Aérea de los Estados Unidos se rotarían a través de las bases de la Fuerza de Defensa Australiana en el norte de Australia para llevar a cabo el entrenamiento. Este despliegue fue criticado por un editorial en el periódico estatal chino 'People's Daily' y el ministro de Relaciones Exteriores de Indonesia, but welcomed por el primer ministro de Australia. Una encuesta realizada por el Instituto Lowy mostró que la mayoría (55%) de los australianos aprobaban el despliegue marino  y el 59% apoya la alianza militar general entre los dos países.
En 2013, la Fuerza Aérea de los Estados Unidos Anunció despliegues rotativos de aviones de combate y cisternas a través de Australia.

## Relaciones políticas

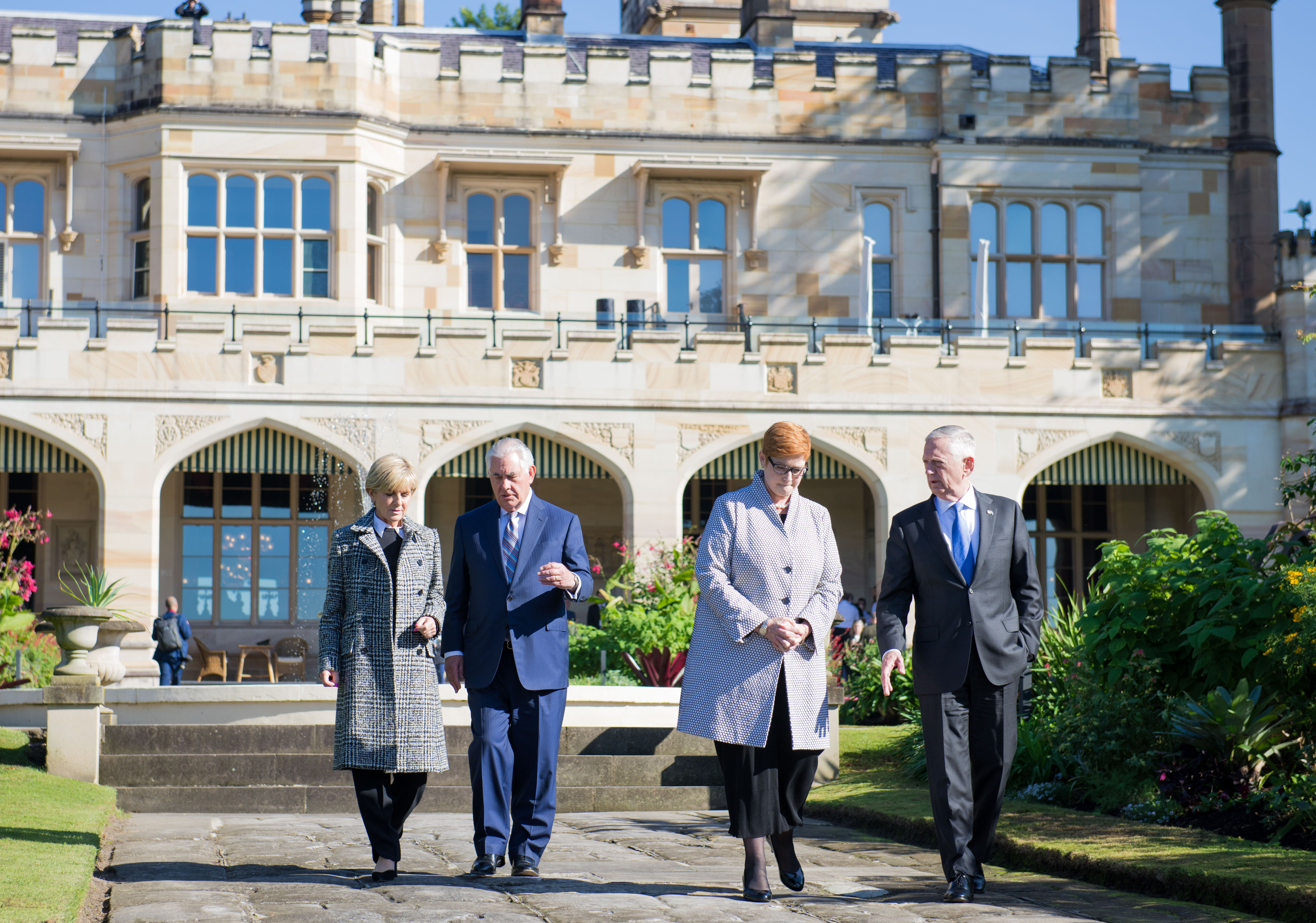
Ministros de Defensa y Asuntos Exteriores de Estados Unidos y Australia en la cumbre de AUSMIN en Sydney, junio de 2017.
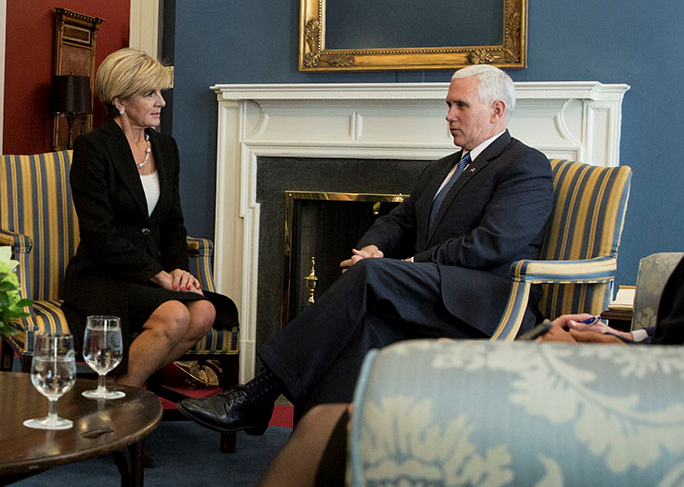
El vicepresidente Pence y el canciller Bishop se reúnen por primera vez en la Casa Blanca, febrero de 2017.
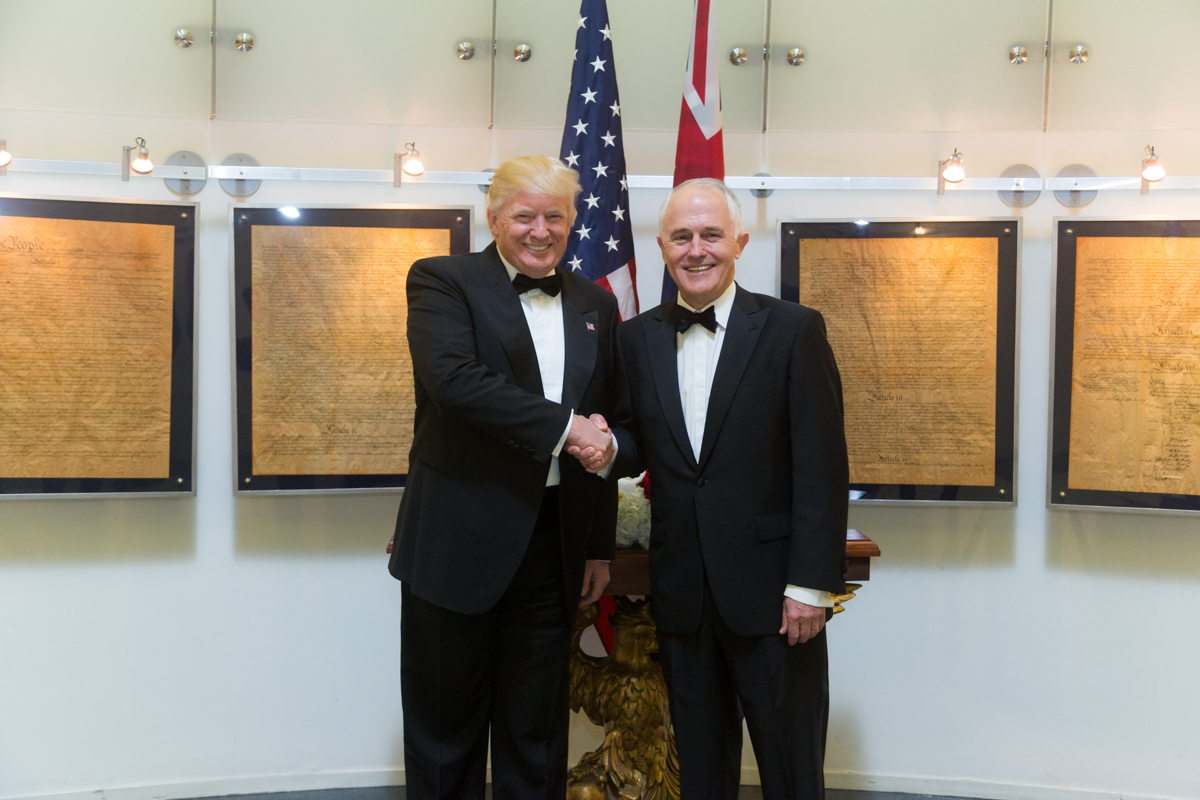
El presidente Trump y el primer ministro Turnbull se reúnen a bordo del USS Intrepid para conmemorar el 75 aniversario de la batalla del mar de Coral, abril de 2017.

Desde 1985, ha habido consultas ministeriales anuales entre los dos países, conocidas como AUSMIN. El lugar de la reunión se alterna entre los dos países. Asisten ministros del gobierno de alto nivel como el  Ministro de Asuntos Exteriores de Australia, Ministro de Defensa de Australia, Secretario de Estados Unidos de Defensa Y Secretario de Estado de Estados Unidos.

### Protocolo de Kioto
El Primer Ministro de Australia, Kevin Rudd, ratificó el Protocolo de Kioto el 3 de diciembre de 2007, dejando a los Estados Unidos y Canadá como las últimas grandes naciones industriales que no ratificaron el acuerdo. El gobierno anterior de Australia, encabezado por el liberal John Howard, se negó a ratificar el Protocolo de Kioto y citó, junto con los Estados Unidos, que "dañaría sus economías".

### Administración Trump
La primera conversación telefónica entre el Estados Unidos Presidente Donald Trump y el Primer Ministro australiano Malcolm Turnbull tuvo lugar en febrero de 2017 y duró alrededor de 25 minutos. Durante la llamada, Trump no estuvo de acuerdo con Turnbull en un acuerdo que se había hecho durante la presidencia del presidente Barack Obama. El acuerdo apunta a llevar a unos 1,250 solicitantes de asilo a los Estados Unidos, que actualmente se encuentran en Nauru y Manus Island por las autoridades australianas. El acuerdo involucrará un intercambio de los 1,250 refugiados ubicados en Nauru y Manus con varios miles de refugiados originados en Honduras, Guatemala y otras América Central n naciones. Aunque los detalles del comercio no se hicieron transparentes para el público, un informe público anunció que el acuerdo se aplicaría solo a los refugiados existentes y que se reasentaría en Estados Unidos el año próximo.
En Twitter, el 2 de febrero de 2017, Trump tuiteó que el acuerdo de refugiados era un "trato tonto". A pesar del desacuerdo, el vicepresidente Mike Pence, durante una visita a Australia en abril de 2017, declaró que Estados Unidos cumplirá con el acuerdo. En agosto de 2017, el Washington Post publicó la transcripción completa de la reunión. En él, el presidente Trump describió el trato con los refugiados como "ridículo", "podrido" y "estúpido". El presidente, enojado por la discusión sobre los refugiados, dijo: "Lo he tenido. He estado haciendo estas llamadas todo el día y esta es la más desagradable de todo el día. Putin fue una llamada agradable". Al 16 de noviembre de 2018, unos 300 refugiados habían sido reasentados de Nauru en virtud del acuerdo de intercambio de refugiados, algunos de los cuales quieren regresar a Nauru.
En un video publicado por Channel Nine el 14 de junio de 2017, se ve a Turnbull burlándose de Trump en el Midwinter Ball.
En respuesta a la creciente amenaza de que Corea del Norte desarrolle misiles balísticos intercontinentales nucleares, el primer ministro Turnbull, en agosto de 2017, enfatizó la alianza entre Australia y los Estados Unidos y el compromiso de su nación de ayudar a los Estados Unidos con un posible conflicto al afirmar: "Así que sean muy , muy claro al respecto. Si hay un ataque contra los EE. UU., se invocaría el tratado ANZUS y Australia acudiría en ayuda de los Estados Unidos, como Estados Unidos acudiría en nuestra ayuda si fuéramos atacados"."
En mayo de 2018, Estados Unidos otorgó a Australia una exención permanente de la  la tarifa de acero del 25% en todo el mundo de los Estados Unidos, por lo que Australia es una de las cuatro naciones en todo el mundo que están exentas. Varios otros países que, en general, consideran que tienen relaciones cercanas con los Estados Unidos, como Canadá, México y la Unión Europea, no han recibido exenciones permanentes.
El 2 de enero de 2019, el abogado de Washington Arthur Culvahouse fue confirmado Embajador de los Estados Unidos en Australia, llenando un puesto que había estado vacante desde que John Berry dejó el cargo en septiembre de 2016.

## Relaciones económicas

Valor mensual de las exportaciones australianas de mercancías a los Estados Unidos (millones de $ AUS) desde 1988.

Valor mensual de las exportaciones de mercancías de los Estados Unidos a Australia ($ AUS millones desde 1988.

El comercio entre los Estados Unidos y Australia es fuerte, como lo demuestra el Acuerdo de libre comercio entre Australia y Estados Unidos. Los Estados Unidos son el cuarto mayor mercado de exportación de Australia y su segunda fuente de importaciones. Los Estados Unidos también son el mayor inversor en Australia, mientras que Australia es el quinto mayor inversor en los Estados Unidos.
Australia y los Estados Unidos también ofrecen una competencia significativa entre sí en varias exportaciones de terceros, como trigo, uranio y lana y, más recientemente, en tecnología de la información sector. Aunque los Estados Unidos tienen una población de ovejas considerable, las importaciones estadounidenses de carne de cordero de Australia y Nueva Zelanda siguen siendo más fuertes que la producción nacional.

### En el texto
1. ↑  «Negative views of Russia on the Rise: Global Poll». BBC World Service. 3 de junio de 2014. p. 31. Consultado el 15 de junio de 2017.
2. ↑  U.S. Global Leadership Project Report - 2012 Gallup.
3. ↑  «1. America’s international image». 28 de junio de 2016.
4. ↑  «Why Australians are feeling down in the dumps».
5. ↑  «Australians May Not Like Trump, But They Value the U.S.». 21 de junio de 2017  – via www.bloomberg.com.
6. ↑  «New poll suggests Trump causes Australians to form unfavourable view of US».
7. ↑  «Aussies name NZ as their new 'best friend' as Uncle Sam's allure fades». 21 de junio de 2017  – via www.nzherald.co.nz.
8. ↑  «U.S. Image Suffers as Publics Around World Question Trump’s Leadership». 26 de junio de 2017.
9. ↑  «2. Worldwide, few confident in Trump or his policies». 26 de junio de 2017.
10. 1 2 3  «Donald Trump a 'critical threat' to Australia's interests as trust in US hits record low, Lowy survey reveals». 20 de junio de 2018.
11. ↑  F. K. Crowley, ed., Modern Australia in Documents: 1939-1970 (1973) 2: 12-14.
12. ↑  Roger John Bell, Unequal allies: Australian-American relations and the Pacific war (Melbourne University Press, 1977).
13. ↑  Macdougall, A (1991). Australians at War: A Pictorial History. Noble Park, Victoria: The Five Mile Press. p. 360. ISBN 1-86503-865-2.
14. ↑  Naval Historical Society of Australia. «On This Day - 1942». Naval Historical Society of Australia. Consultado el 26 de junio de 2012.
15. ↑  «Full text of the ANZUS Treaty». Archivado desde el original el 16 de febrero de 2008. Consultado el 25 de febrero de 2019.
16. ↑  «President Bush Signs U.S.-Australia Free Trade Agreement». 3 de agosto de 2004. Consultado el 28 de abril de 2016.
17. ↑  «US House approves free trade pact». The Sydney Morning Herald. 15 de julio de 2004.
18. 1 2  Reynolds, Paul (26 de noviembre de 2007). «Australia shifts course, away from US». BBC News. Archivado desde el original el 6 April 2008. Consultado el 3 de abril de 2008.
19. 1 2  Packham, Ben (17 de noviembre de 2011). «China reproaches Australia over strengthened US defence ties». The Australian.
20. ↑  «Obama visit: Australia agrees US Marine deployment plan». BBC. 16 de noviembre de 2011.
21. ↑  «2011 Lowy Institute Poll». Lowy Institute.
22. ↑  «Australians happy hosting U.S. troops». High Beam Research. Archivado desde el original el 25 de marzo de 2017. Consultado el 25 de febrero de 2019.
23. ↑  «AF to Add Fighter, Bomber Rotations to Australia». Military.com. Consultado el 28 de abril de 2016.
24. ↑  «2005 Australia-United States Ministerial Consultations Joint Communique». Australian Government Department of Foreign Affairs and Trade. Consultado el 10 de diciembre de 2006.
25. ↑  Black, Richard (27 de julio de 2005). «New climate plan 'to rival Kyoto'». BBC News. Consultado el 4 de abril de 2008.
26. ↑  Karp, Paul (3 de febrero de 2017). «'Big personality': Australian PM puts brave face on phone call with Trump». The Guardian (en inglés británico). ISSN 0261-3077. Consultado el 7 de febrero de 2017.
27. ↑  Jake Tapper, Eli Watkins, Jim Acosta and Euan McKirdy. «Trump has heated exchange with Australian leader, sources say». CNN. Consultado el 7 de febrero de 2017.
28. ↑  «PM unveils 'one-off' refugee resettlement deal with US». Australian Broadcasting Corporation. 13 de noviembre de 2016.
29. ↑  «Manus, Nauru one-off resettlement deal with US confirmed». The Australian. 13 de noviembre de 2016.
30. ↑  Sydney, Katharine Murphy Ben Doherty in (2 de febrero de 2017). «Australia struggles to save refugee agreement after Trump's fury at 'dumb deal'». The Guardian (en inglés británico). ISSN 0261-3077. Consultado el 7 de febrero de 2017.
31. ↑  "US 'will honour' refugee deal with Australia that Trump called 'dumb'", retrieved  April 29, 2017.
32. ↑  March, Stephanie (4 de agosto de 2017). «Donald Trump told Malcolm Turnbull 'you are worse than I am' on refugees during call, leaked transcript reveals». ABC News (Australia). ABC. Consultado el 4 de agosto de 2017.
33. ↑  Reports some refugees resettled in US want to return to Nauru
34. ↑  Westcott, Ben (15 de junio de 2017). «Australia's Turnbull mocks US President Trump in leaked audio». CNN. Consultado el 15 de junio de 2017.
35. ↑  «North Korea: Australia would support United States in conflict, Malcolm Turnbull says - ABC News (Australian Broadcasting Corporation)». mobile.abc.net.au (en inglés australiano). Consultado el 2 de octubre de 2017.
36. ↑  «Trump to exempt Australia from steel and aluminium tariffs». SBS News. Consultado el 1 de octubre de 2018.
37. ↑  Incoming US Ambassador to Australia Arthur B. Culvahouse confirmed by Senate
38. ↑  «Archived copy». Archivado desde el original el 2 de octubre de 2008. Consultado el 27 de septiembre de 2008.

### En general
- "Background Note: Australia" U.S. Department of State. August 2006. 11 October 2006
- "Ancient Heritage, Modern Society" Australian Government, Department of Foreign Affairs and Trade. May 2005. 11 October 2006
- Dalton, John. Lecture. Bond University. Australian Culture From an International Perspective. Bond University, Gold Coast, Queensland. Fall 2005.
- "Australia-United States Free Trade Agreement"  Australian Government. 2005. 28 October 2006
- "The Australian Continent" Australian Government. 2005. 28 October 2006.